# Ципнаволок
Ципнаволок (рос. Цыпнаволок) — село у Печензькому районі Мурманської області Російської Федерації.
Населення становить 35 осіб. Орган місцевого самоврядування — Печензьке міське поселення .

## Населення
| 2002 | 2010 |
| ---- | ---- |
| 43   | ↘35  |